# Turrilatirus melvilli
Turrilatirus melvilli là một loài ốc biển, là động vật thân mềm chân bụng sống ở biển thuộc họ Fasciolariidae.